# Telamón

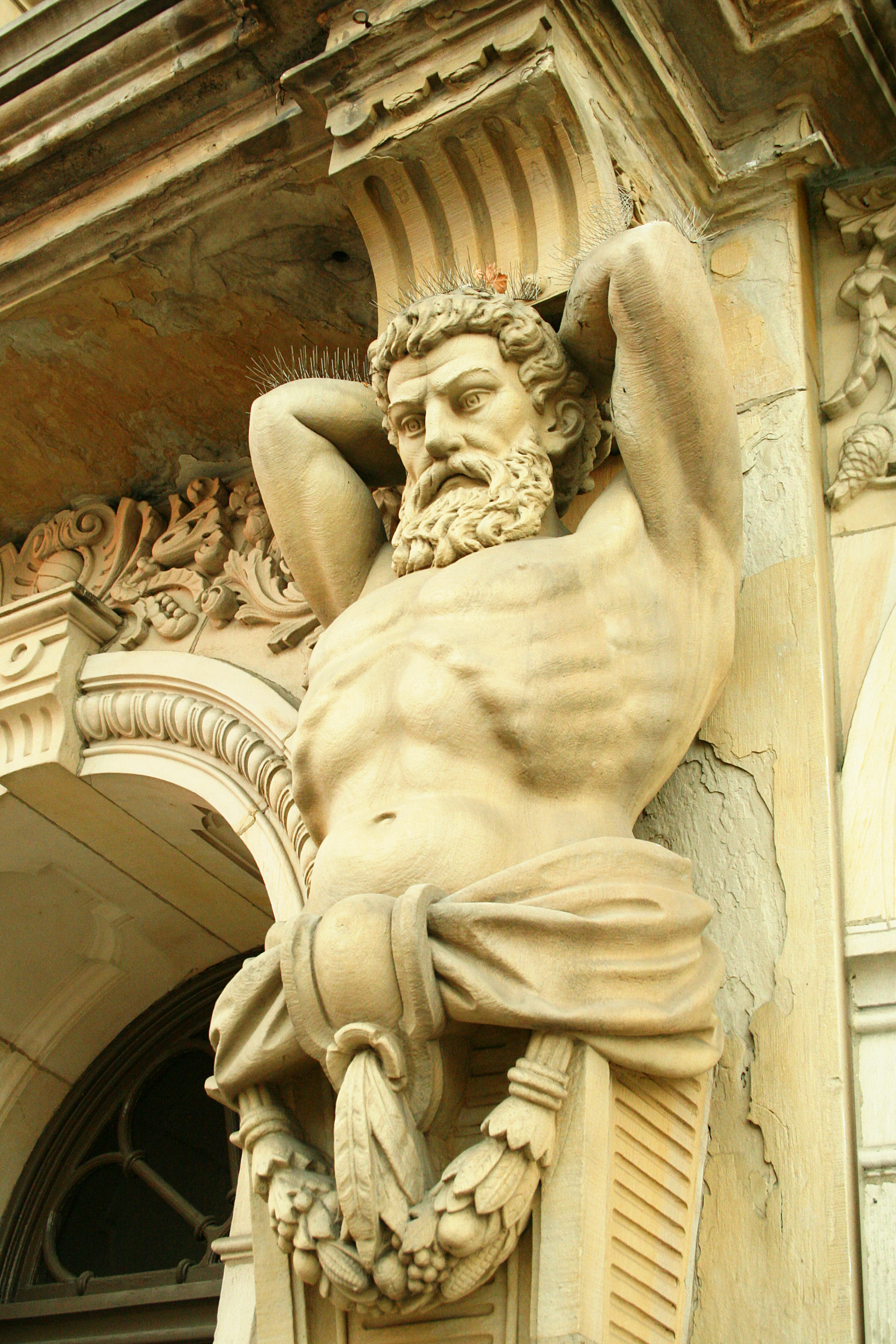
Representación de Telamón en el Palacio de Justicia del Condado de Wayne (Ohio).

Telamón (en griego antiguo Τελαμών) fue un héroe de la mitología griega, hijo de Éaco, rey de Egina, y de Endeide, hija de Escirón. Fue uno de los Argonautas, como su hermano Peleo.
Telamón, acogido por el rey de Salamina, se convirtió en rey después de la muerte de este. Desposó primero a Peribea, una descendiente de Pélope, con la cual tuvo un hijo, Áyax el Grande, quien participó en la guerra de Troya. Después desposó a Hesíone, hija de Laomedonte, con la cual tuvo otro hijo, Teucro. Algunas fuentes mencionan un tercer hijo, Trambelo, que, al enamorarse de Apriate, una joven de Lesbos, y no ser correspondido, la mató arrojándola al fondo del mar.
En las Grandes Eeas se encuentra que Heracles, recibiendo la hospitalidad de Telamón y subiéndose la piel del león, suplicó que le fuese concedido un varón y después de los ruegos apareció un águila enviada por Zeus; por eso el niño se llamó Áyax. Después Telamón acompañó a Heracles en su expedición contra Troya.
Telamón también aparece como uno de los participantes en la caza del jabalí de Calidón. Por otra parte, Telamón y Peleo eran muy amigos de Heracles, y lo acompañaron en las expediciones contra las Amazonas y contra Troya.

## Vida
Después de matar a su hermanastro Foco, Telamón y Peleo se vieron obligados a abandonar Egina. El rey Cicreo de Salamina ofreció refugió y su amistad a Telamón. Se casó con la hija de Cicreo, Peribea, con la cual tuvo a Áyax el Grande. Cicreo le cedió el reino a su yerno. En otras versiones del mito, la hija de Cicreo se llama Glauce, mientras Peribea es la segunda mujer de Telamón e hija de Alcátoo.

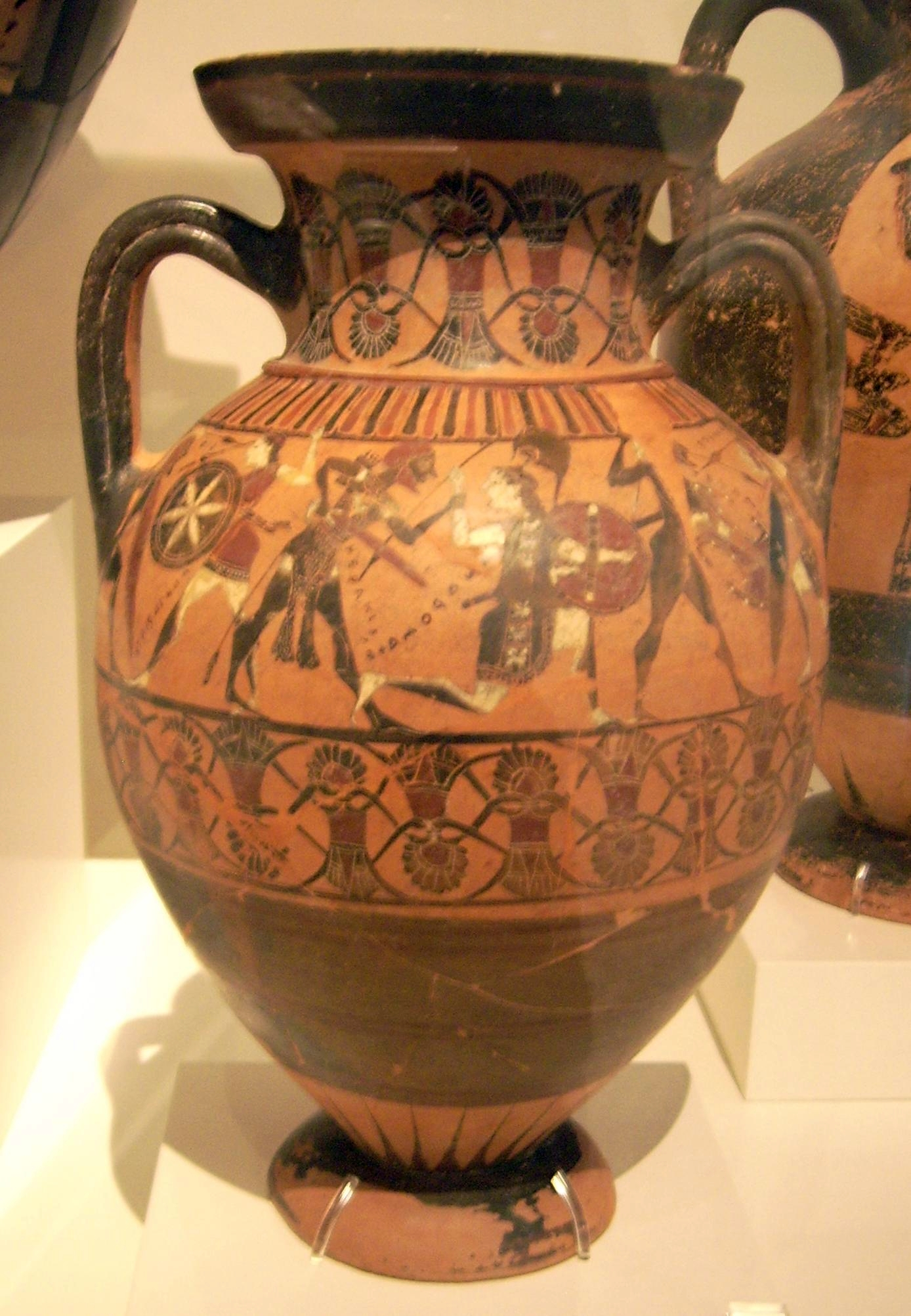
Amazonomaquia en la que Heracles lucha con Andrómaca, Telamón lucha con Ainipe, e Ifis con Panariste.

Telamón participó en la expedición contra Troya junto a Heracles. Antes de que se desarrollara esta guerra de Troya, Poseidón envió un monstruo marino para destruir la ciudad, que entonces estaba gobernada por Laomedonte. Para aplacar al monstruo algunas jóvenes troyanas eran atadas y eran devoradas por él. Cuando le tocó el turno a Hesíone, la hija de Laomedonte, Heracles y Telamón aceptaron matar al monstruo a cambio de unos caballos divinos que tenía el rey, que su antepasado Tros había recibido de Zeus como compensación al rapto de Ganimedes y también de llevarse a Hesíone a su patria. Heracles y Telamón mataron al monstruo pero Laomedonte no cumplió su promesa.
Así pues, como venganza, Heracles y Telamón encabezaron una expedición de castigo contra Troya. En ella, mataron a Laomedonte. Telamón obtuvo a Hesíone como premio y la desposó, y con ella tuvo a su hijo Teucro.
En la "Biblioteca de Apolodoro" se lee que Telamón casi resulta muerto durante el asedio a Troya. Telamón fue el primero en entrar en las murallas de Troya y enfureció a Heracles, quien quería tener el honor de hacerlo él. Heracles concibió la idea de matar a Telamón, pero este comenzó a construir rápidamente un altar de piedra en honor a Heracles. Así Heracles desistió y después del saqueo a Troya le entregó como esposa a Hesíone. Hesíone pidió poder llevarse con ella a su hermano Podarces. Heracles accedió, pero con la condición que Hesíone lo comprase como esclavo. Hesíone rescató a su hermano pagando con un velo bañado en oro. El nombre de Podarces fue cambiado a Príamo, que, según el autor griego Apolodoro, deriva del verbo griego "comprar".
Después de la segunda guerra de Troya, en la que sus hijos Áyax y Teucro tomaron parte, debido a que Áyax se había suicidado en Troya, Telamón expulsó a Teucro de Salamina por no haber traído a su hermano de vuelta a casa.

## Arquitectura
En arquitectura el telamón es una figura masculina colosal usada como columna (véase la imagen arriba). También se le denomina atlante y es la versión masculina de la cariátide.